# Karl Klimsch (Maler)

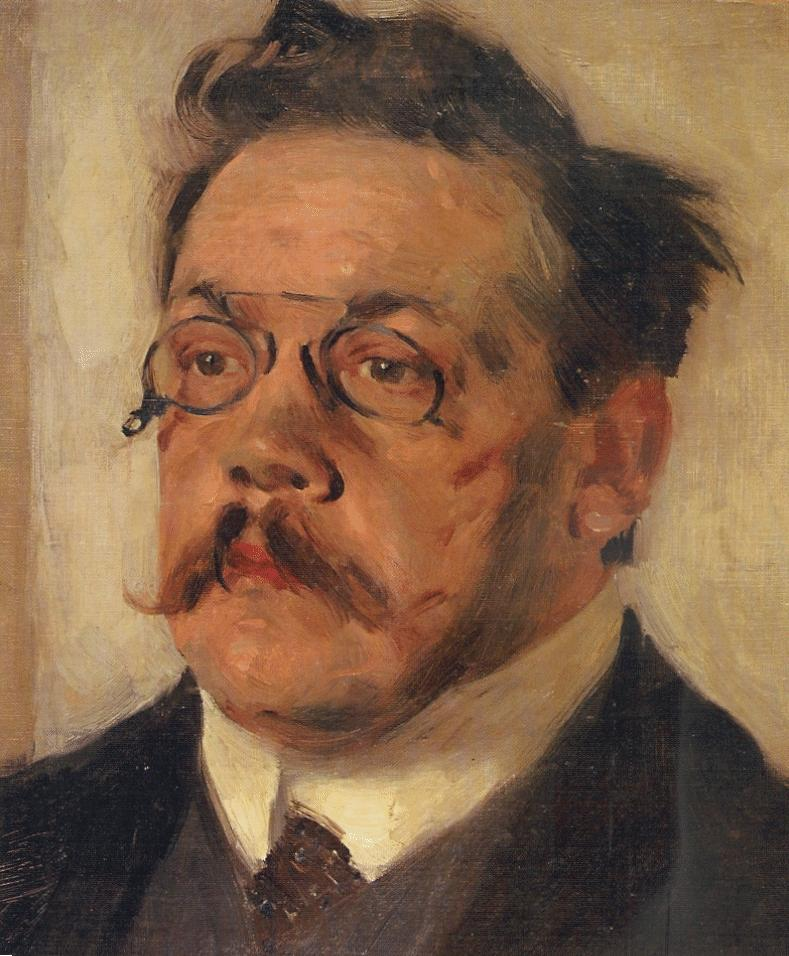
Ludwig Thoma, Porträt von Karl Klimsch, wahrscheinlich aus dem Jahre 1909

Karl Klimsch (* 15. Januar 1867 in Frankfurt am Main; † 1936) war ein deutscher Kunstmaler und Grafiker. Er entstammte der Frankfurter Künstler- und Unternehmerfamilie Klimsch und war der älteste Sohn des Künstlers Eugen Johann Georg Klimsch und Anna Helena Burkhard, seine Brüder waren der Maler Paul Klimsch und der Bildhauer Fritz Klimsch.
Er studierte zunächst an der Akademie der Bildenden Künste München bei Gabriel von Hackl. Danach wurde er an der Staatlichen Akademie der Bildenden Künste Karlsruhe von Ferdinand Keller unterrichtet. Schließlich lernte er an der Großherzoglich-Sächsische Kunstschule Weimar bei Max Thedy. Karl Klimsch malte hauptsächlich Porträts. Er war Professor an der Schule Reimann in Berlin und 1896 entwarf er ein Logo der Schultheiss-Brauerei.